# Якобсталер
Якобсталер (нем. Jakobstaler, Jakobustaler) — название рудничной монеты, чеканившейся из серебра, которое добывалось в рудниках Святого Якоба в Гарце. Монета чеканилась как памятная в 1625—1634 годах герцогом Брауншвейгским Фридрихом Ульрихом. На аверсе монеты изображался Святой Иаков. На реверсе монеты изображался герб.
В Клаустале (1625 год) чеканились монеты следующих номиналов:
— полтора талера;
— два талера;
— три талера;
— четыре талера;
В Госларе (1625 год) чеканились монеты следующих номиналов:
— четверть талера;
— половина талера;
— один талер.
В 1633—1634 годах был осуществлён повторный выпуск тех же номиналов, в дополнение к ним также были выпущены монеты в шесть и двенадцать талеров.
Известны якобсталеры в золоте.
Известны фальшивые якобсталеры номиналом в один и два талера, которые легко отличаются от оригиналов путём сравнения штемпелей и весовых норм.